# Nummi-Pusula
Nummi-Pusula è un comune finlandese, avente 6193 abitanti al momento della soppressione della municipalità a fine 2012, situato nella regione dell'Uusimaa. Dal 1º gennaio 2013 è stato inglobato nella città di Lohja.